# Levon Hawke
Levon Roan Thurman-Hawke (nacido el 15 de enero de 2002) es un actor estadounidense. Es hijo de Ethan Hawke y Uma Thurman, y hermano de la actriz Maya Hawke.

## Primeros años
Levon nació en 2002, el menor de dos hijos de los actores Ethan Hawke y Uma Thurman. Según los informes, recibió su nombre de Levon Helm del grupo de rock The Band, un héroe musical de su padre. Sus padres se conocieron en el set de Gattaca (1997), se casaron en mayo de 1998 y se divorciaron en 2005. Hawke tiene una hermana mayor, Maya. También tiene tres medias hermanas: dos de su padre y su segunda esposa, Ryan Shawhughes, y una de su madre y su ex prometido, el financiero Arpad Busson.
Por parte de su padre, Hawke es primo lejano del dramaturgo Tennessee Williams. Por parte de su madre, es nieto del erudito budista Robert Thurman y de la modelo Nena von Schlebrügge. La madre de Schlebrügge, Birgit Holmquist, también fue modelo y posó para la estatua de Axel Ebbe Famntaget, instalada en el puerto de Smygehuk en Suecia, en 1930.
Hawke actualmente estudia filosofía en la Universidad de Brown.

## Carrera
En 2020, se rumoreaba que Hawke se había unido al elenco de Stranger Things. Sin embargo, estaba en el set para visitar a su hermana Maya Hawke. Hawke tiene un papel en el elenco de la serie de antología de Apple TV+ The Crowded Room junto a Tom Holland.
En julio de 2022, se reveló que haría su debut cinematográfico en Blink Twice, dirigida por Zoe Kravitz. En marzo de 2023, se anunció que interpretaría a Jack en el proyecto occidental de Peter Dinklage, The Thicket.

## Filmografía

### Películas
| Año  | Título      | Papel | Notas                   |
| ---- | ----------- | ----- | ----------------------- |
| 2018 | Blackout    | Jacob | Cortometraje            |
| 2023 | Wildcat     | TBA   | Película                |
| 2024 | Blink Twice | TBA   | Película; posproducción |
| 2024 | The Thicket | Jack  | Película; posproducción |

### Televisión
| Año  | Título           | Papel  | Notas      |
| ---- | ---------------- | ------ | ---------- |
| 2023 | The Crowded Room | Johnny | Recurrente |